# Station Katsuragawa
Station Katsuragawa  (桂川駅, Katsuragawa-eki) is een spoorwegstation in de wijk Minami-ku in de Japanse stad Kyoto. Het wordt aangedaan door de JR Kioto-lijn. Het station heeft vier sporen, waarvan twee passeersporen. Het perron bevindt zich in het midden.

## Treindienst

### JR West
| 1 | ■ JR Kioto-lijn | richting Kioto, Kusatsu en Maibara      |
| 2 | ■ JR Kioto-lijn | richting Osaka, Shin-Osaka en Sannomiya |

## Geschiedenis
Het station werd in 2008 geopend, hoewel er al sinds het eind van de jaren ’90 plannen bestonden voor een station op deze plek.

## Overig openbaar vervoer
Bussen van het busnetwerk van Kioto, Yasaka, Hankyu en Keihan

## Stationsomgeving
Het station bedient voornamelijk de nabijgelegen legerbasis. Sinds 2005 wordt het gebied rondom het station herontwikkelt.
- Legerbasis van de Japanse Zelfverdedigingstroepen
- Ayatokunaka-schrijn

(Biwako-lijn<<) · Kyoto · Nishiōji · Katsuragawa · Mukōmachi · Nagaokakyō · Yamazaki · Shimamoto · Takatsuki · Settsu-Tonda · Ibaraki · Senrioka · Kishibe · Suita · Higashi-Yodogawa ·  Shin-Ōsaka · Ōsaka · (>>JR Kōbe-lijn) 